# Le Canard à l'orange (film)
Pour les articles homonymes, voir Canard à l'orange (homonymie).
Pour plus de détails, voir Fiche technique et Distribution.
Le Canard à l'orange (titre original : L'anatra all'arancia) est un film italien de Luciano Salce sorti en 1975 inspiré de la pièce éponyme de William Douglas-Home

## Synopsis
Après dix ans de vie commune, émaillés de nombreuses tromperies mutuellement convenues, un couple bourgeois semble au bord de la séparation. À vrai dire, c'est plutôt Livio (Ugo Tognazzi) qui se sent sérieusement menacé. Jean-Claude, le nouvel amant de sa femme Lisa (Monica Vitti), a effectivement tout pour plaire : jeune, beau, sportif et... milliardaire. Feignant d'être un mari compréhensif et moderne, Livio invite son rival pour un week-end entre amis, où justement on déjeunera autour de la ponctuelle anatra all'arancia (canard à l'orange). Toutefois, et à seule fin d'attiser la jalousie de Lisa, Livio a également convié son éblouissante secrétaire, Patty (Barbara Bouchet). De cette façon, peut-être, la jalousie et le courroux changeront de côté.

## Fiche technique
- Titre du film : Le Canard à l'orange
- Titre original : L'anatra all'arancia
- Réalisation : Luciano Salce
- Scénario : Bernardino Zapponi, d'après la pièce homonyme de William Douglas Home et Marc-Gilbert Sauvajon
- Photographie : Franco Di Giacomo
- Montage : Antonio Siciliano (it)
- Musique : Armando Trovajoli
- Décors : Lorenzo Baraldi (it)
- Costumes : Luca Sabatelli (it)
- Régie : Luciano Luna
- Production : Mario Cecchi Gori - Capital Films, Cinerix
- Pays d'origine :  Italie
- Format : couleur — 16 : 9
- Durée : 106 minutes
- Genre : comédie
- Dates de sortie :
  - Italie : 20 décembre 1975
  - France : 22 septembre 1976

## Distribution
- Ugo Tognazzi : Livio Stefani
- Monica Vitti : Lisa Stefani
- Barbara Bouchet : Patty
- John Richardson : Jean-Claude
- Sabina De Guida : Cecilia
- Antonio Allocca : Carmine

## Récompenses
- David di Donatello 1976 de la meilleure actrice (Monica Vitti)
- Nastro d'argente 1976 de la meilleure actrice

## Production
Le producteur Mario Cecchi Gori avait initialement prévu de confier la réalisation du film à Dino Risi. L'interprète principal devait être George Segal. Le réalisateur de Le Fanfaron se désista, Luciano Salce fut donc choisi. Ce dernier, très lié à Ugo Tognazzi, exigea néanmoins le remplacement de George Segal. Monica Vitti, désireuse d'échapper à l'image qu'Antonioni avait donné d'elle, participa à cette réalisation. L'anatra all'arancia obtint un grand succès commercial : avec 4,65 millions de spectateurs, il fut le 4e film italien au box-office de l'Italie 1975-76, dominé cette année-là par Mes chers amis de Mario Monicelli[source insuffisante].